# Кадзю, Харука
Харука Кадзю (яп. 嘉重 春樺, род. 26 февраля 2000) — японская дзюдоистка, чемпионка мира 2025 года, чемпионка Азии 2025 года.

## Карьера
В 2024 году Харука стала победительницей турнира серии Большого шлема в Токио. В 2025 году выиграла аналогичное соревнование в Париже.
В 2025 году стала чемпионкой Азии в весовой категории до 63 кг, турнир состоялся в Бангкоке. В финале одержала победу над соперницей из Монголии Энхрийлэн Лхагватогоогийн.
В июне 2025 года на чемпионате мира в Будапеште в весовой категории до 63 кг завоевала золотую медаль. В схватке за титул одолела соперницу из Канады Катрин Бошмен-Пинар.